# Reemtsma Dresden
Reemtsma Dresden, auch Reemtsma Sportgemeinschaft Dresden oder Reemtsma-SG Dresden, ist ein ehemaliger Sportverein aus Dresden. Bekannt wurde er insbesondere durch Erfolge im Tischtennis.
Beheimatet war der Verein in der Glashütter Str. 94 in Dresden. In der Tischtennisabteilung gab es eine Herren- und eine Damenmannschaft. Das Damenteam wurde 1935 Deutscher Mannschaftsmeister durch einen Endspielsieg gegen BSG Osram Berlin in der Besetzung Fr. Annemarie Matthäß-Hähnsch, Frl. Schmidt, Frl. Jünger, Frl. Knörrich, Frl. Petrucco, Frl. Steltzer und Frl. Bözige. Mannschaftsbetreuer war Direktor Schneider.
Mitte 1937 schloss sich der Verein dem Dresdener Sportverein 06 Laubegast an.